# البارون فون مونشهاوزن
كارل فريدريك فون مونشهاوزن (بالألمانية: Karl Friedrich Hieronymus Freiherr von Münchhausen)‏ (11 مايو 1720 - 22 فبراير 1797) كان أحد النبلاء الألمان، تنسب إليه القصة الشهيرة باسم مغامرات البارون مونشهاوزن التي تحولت فيما بعد إلى أفلام ومسلسلات إذاعية.
عاش مونشهاوزن في هانوفر والتحق بالجيش ثم حصل على رتبة نقيب في سلاح الفرسان واشترك في حربين منفصلتين مع الاتراك بين عامي 1737 ـ 1739 ثم استقال وتقاعد عام 1752، انضم إلى مجموعة من أصدقائه القدامى، يحكي لهم مغامراته في الحرب ومعجزاته في الصيد وتطويع الوحوش والتغلب على قانون الجاذبية وقوانين الطبيعية، ولكنه أصيب بصدمة حينما عرف أن الناس أطلقوا عليه لقب البارون الكذاب. يروي أنه في إحدى مغامراته الشهيرة كان يريد أن يقفز بحصانه فوق بحيرة من الماء، ولكنه لا يستطيع ذلك لكبر المسافة بين الضفتين. يقول هذا البارون: "عندما وصلت فوق الماء تيقنت أن المسافة أطول مما كنت أتصور وأنني لا بد واقع في الماء. فما كان مني إلا أن استدرت بحصاني وعدت إلى الضفة التي انطلقت منها. ثم اتخذت مدى بعيدا في نهاية الحقل وأعدت الكرة آملا أن تكون قفزتي في هذه المرة أطول مسافة وأبعد مدى. ولكن الحظ لم يحالفني ووقعت في وسط البحيرة وغمرني الماء حتى أذني. كنت لا محال مشرفا على الموت غرقا لو لا أني قبضت على شعري بملء يدي وأمسكت بكل ما أوتيت من عزم باليد الأخرى ذنب حصاني وشددته بين رجلي رافعا حصاني وجسدي حتى الضفة الأخرى.